# 普兰镇
普兰镇，是中国西藏自治区阿里地区普兰县下辖的一个镇。

## 行政区划
普兰镇共辖以下地区：
吉让居委会、多油村、仁贡村、细德村、科加村、赤德村。